# Синдром MELAS

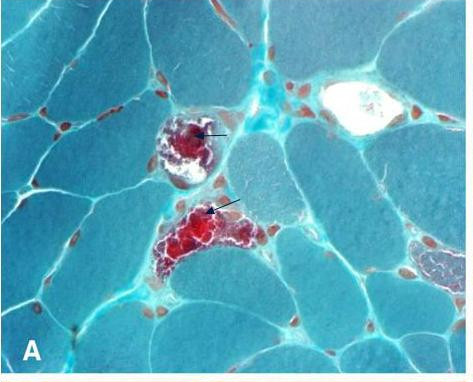
«Рваные (шероховатые) красные мышечные волокна» при синдроме MELAS — аномальное скопление митохондрий. Окрашивание по Гомори. Фрагмент иллюстрации из Abu-Amero et al., 2009

Синдром MELAS (англ. Mitochondrial encephalomyopathy, lactic acidosis, and stroke-like episodes — «митохондриальная энцефаломиопатия, лактатацидоз, инсультоподобные эпизоды») — прогрессирующее нейродегенеративное заболевание, характеризующееся проявлениями, перечисленными в названии, и сопровождается полиморфной симптоматикой — диабетом, судорогами, снижением слуха, сердечными заболеваниями, низким ростом, эндокринопатиями, непереносимостью физических нагрузок и нейропсихиатрическими отклонениями. В каждом конкретном случае набор симптомов и их тяжесть может сильно отличаться, поскольку синдром связан с мутациями во многих генах: MTTL1, MTTQ, MTTH, MTTK, MTTS1, MTND1, MTND5, MTND6, MTTS2. Мутации могут возникать впервые у конкретного пациента, либо наследоваться по материнской линии. Всего к 2009 году было обнаружено 23 миссенсных точечных мутаций и 4 делеции мтДНК, приводящих к MELAS, однако продолжаются сообщения о новых пациентах с симптомами расстройства при отсутствии известных мутаций.

## Распространённость
Синдром MELAS является одним из наиболее распространенных состояний в группе митохондриальных заболеваний. Распространённость сложно оценить из-за разнообразия проявлений и связанной с этим трудностью диагностики. Среди взрослого населения Финляндии число лиц с синдромом и мутацией A3243G было оценено в 10.2 человека на 100000. На севере Англии распространённость этой же мутации оценена в 1 на 13000 человек. Как предполагается, митохондриальные заболевания связаны с большой пропорцией нейрогенетических повреждений у взрослых, возможно, являясь одной из наиболее частых причин таких расстройств. Распространённость собственно мутации A3243G, ответственной за большую часть случаев синдрома, оценивается гораздо выше, но мутация не всегда ведёт к заболеванию, поскольку из-за гетероплазмии большинство митохондрий у человека могут быть "здоровыми".

## Терапия
Лечение синдрома пока не известно, зачастую он отягощается, приводя в итоге к гибели пациента. Предпринимаются попытки замедлить его течение. Исследуется применение L-аргинина для уменьшения повреждений мозга при инсультоподобных эпизодах, причём исследователи сообщают, что до принятия препарата уровень аргинина в крови пациентов был значительно снижен во время эпизодов. Предварительные результаты обнадёживают, однако нужны дополнительные исследования. L-аргинин провоцирует выделение NO - газа, имеющего как положительный эффект - расширение сосудов, так и отрицательный: избыток может быть токсичным. Известно, например, что при инфаркте L-аргинин изначально показал положительные результаты, однако более крупные и длительные исследования не подтвердили ранние находки и к тому же выявили повышенную смертность среди тех, кто принимал это средство.
Также применяется кофермент Q, в отсутствие результатов адекватных клинических исследований; такое исследование по состоянию на конец 2000-х ещё не завершено.

## Лекарственные взаимодействия
Поскольку MELAS может сопровождаться судорогами и не всегда адекватно диагностируется, он может быть принят за «простую» эпилепсию. При этом назначение вальпроата - антиконвульсанта, известного своим негативным воздействием на митохондриальную дыхательную цепь - лишь усугубляет судороги.

## История
Синдром MELAS был впервые описан в 1984 году Павлакисом и коллегами; десять лет спустя Павлакис и Мицио Хирано опубликовали обзор 110 случаев заболевания.